# سيريس بييدمونت
سيريس هي كومونا (بلدية) في مدينة تورينو الحضرية في منطقة بيدمونت الإيطالية، والتي تقع على بعد حوالي 35 كيلومتر (22 ميل) شمال غرب تورينو .
ومحطة قطارها هي محطة خدمة سكة حديد تورين - سيريس .
تحد سيريس البلديات التالية: جروسكافالو، وشيالامبرتو ، وكانتويرا ، وموناستيرو دي لانزو ، وآلا دي ستورا ، وميزينيلي ، وبيسينيتو .